# CRAB-Kriterien
Die CRAB-Kriterien sind Bestandteil der Diagnostik des multiplen Myeloms. Definiert sind sie wie folgt:
Dabei steht CRAB als Akronym für:
- C: hyperCalcaemia, Hyperkalzämie mit einem Serumkalziumwert von  > 2,75 mmol/l oder > 0,25 mmol/l oberhalb des oberen Normwertes.
- R:  Renal failure, Niereninsuffizienz mit einem Serumkreatininwert von > 2 mg/dl oder einer Kreatinin-Clearance < 40 ml/min.
- A:  Anemia, Anämie mit einem Hämoglobinwert von < 10 g/dl oder mehr als 2,0 g/dl unterhalb des unteren Normwertes.
- B:  Bone lesions, Knochenläsionen mit einer oder mehreren osteolytischen Läsionen.

Zusammen mit einem durch Biopsie bestätigten Wert von mindestens 10 % klonaler Plasmazellen im Knochenmark betroffener Patienten, genügt zusätzlich mindestens ein erfülltes CRAB-Kriterium zur Diagnosestellung eines symptomatischen multiplen Myeloms. Gleichzeitig ist hiermit die Indikation für einen Therapiebeginn gegeben.
Die International Myeloma Working Group aktualisierte und erweiterte die Kriterien 2014 um die sogenannten SLiM-Kriterien:
- S:  Sixty percent bone marrow plasma cells, eine mehr als 60%ige Infiltration von Plasmazellen im Knochenmark.
- Li:  Involved:uninvolved serum free Light chain ratio ≥ 100, Erhöhung der Leichtketten-Ratio von involvierter freier Leichtkette zu nicht involvierter freier Leichtkette ≥ 100 bei einer Konzentration der erhöhten Leichtkette von mindestens 100 mg/l.
- M: > 1 focal lesions on MRI studies, in der Magnetresonanztomographie mehr als eine fokale Knochenläsion von mindestens 5 mm Größe in der Ganzkörperaufnahme erkennbar.

Auch hier gilt, dass ein durch Biopsie bestätigter Wert von mindestens 10 % klonaler Plasmazellen im Knochenmark betroffener Patienten zusammen mit mindestens einem der SLiM-Kriterien zur Diagnosestellung eines symptomatischen multiplen Myeloms genügt. Des Weiteren ist hier ebenfalls die Indikation für einen Therapiebeginn gegeben.